# Эспехо, Мануэла
 Мануэла де ла Санта-Крус-и-Эспехо (исп. Manuela Espejo; 20 декабря 1753, Кито, Новая Гранада — 1829, Кито, Великая Колумбия) — эквадорская журналистка, медсестра, феминистка и революционерка, представитель эпохи Просвещения. Считается первой журналисткой Новой Гранады, первая женщина, которая осмелилась писать публично.

## Биография
Родилась в семье индейца кечуа, работавшего помощником священника и врача, и мулатки, была признан креолкой. Сестра публициста Эухенио Эспехо, идеи которого она разделяла, поддерживала его революционную деятельность и мысли.
Жена политика Хосе Мехия Лекерика, который отстаивал освободительные идеи, защиту гражданских прав и выступал за отмену инквизиции, свободу, независимость и свободу мысли.
В 1785 году сопровождала своего брата Эухенио в качестве медсестры во время медицинских экспедиций, присутствовала при оказании помощи, заболевшим желтой лихорадкой, эпидемия которой охватила Кито.
Полученные ею медицинским знаниям помогли при создании 26-томной медицинской энциклопедии Лоренцо Хейнстера.
Эспехо сотрудничала с газетами Кито под псевдонимом «Эрофилия», чтобы защитить своих однодумцев от обвинений испанского правительства, публиковала манифесты, в защиту эквадорских женщин и развития нуждающихся слоёв населения.